# 2Cellos
2Cellos é um duo musical de violoncelistas croatas. A dupla, formada em 2011 e que toca um estilo de música conhecido por Cello rock, é composta pelos músicos Luka Šulić e Stjepan Hauser.

## Discografia

### Álbuns de estúdio
| Álbum      | Detalhes                                                                                                  | Desempenho nas Paradas Musicais | Desempenho nas Paradas Musicais | Desempenho nas Paradas Musicais | Desempenho nas Paradas Musicais | Desempenho nas Paradas Musicais | Desempenho nas Paradas Musicais | Desempenho nas Paradas Musicais | Desempenho nas Paradas Musicais | Certificações |
| Álbum      | Detalhes                                                                                                  | Croatia Charts                  | ARIA Charts                     | Ultratop 50 (FL)                | Oricon                          | AMPROFON                        | Swiss Hitparade                 | The Billboard 200               | The Billboard Classical         | Certificações |
| ---------- | --- | ------------------------------- | ------------------------------- | ------------------------------- | ------------------------------- | ------------------------------- | ------------------------------- | ------------------------------- | ------------------------------- | ------------- |
| 2Cellos    | - Lançamento: 19 de Julho de 2011 - Gravadora: Sony Masterworks - Formatos: CD, digital download, LP      | 1                               | —                               | 30                              | 13                              | 46                              | 99                              | 85                              | 1                               | - : ouro      |
| In2ition   | - Lançamento: 9 de Novembro de 2012 () - Gravadora: Sony Masterworks - Formatos: CD, digital download, LP | 1                               | —                               | —                               | 1                               | —                               | 81                              | 174                             | 4                               |               |
| Celloverse | - Lançamento: 9 de Janeiro de 2015 () - Gravadora: Sony Masterworks - Formatos: CD, digital download, LP  | 1                               | 24                              | —                               | —                               | —                               | —                               | 167                             | 1                               |               |

### EPs
| EP                           | Detalhes                                                                                     |
| ---------------------------- | -------------------------------------------------------------------------------------------- |
| iTunes Festival: London 2011 | - Lançamento: 29 de Julho de 2011 - Gravadora: Sony Masterworks - Formatos: digital download |

### DVDs
| Título               | Detalhes                                                                                          | Desempenho nas Paradas Musicais | Desempenho nas Paradas Musicais | Desempenho nas Paradas Musicais | Certificações |
| Título               | Detalhes                                                                                          | CRO                             | JPN                             | US Video                        | Certificações |
| -------------------- | ------------------------------------------------------------------------------------------------- | ------------------------------- | ------------------------------- | ------------------------------- | ------------- |
| Live at Arena Zagreb | - Lançamento: 21 de Agosto de 2013 (Japan) - Gravadora: Sony Masterworks - Formatos: DVD, Blu-ray | —                               | 56                              | —                               |               |

## Prêmios e indicações
| Ano  | Prêmio                  | Categoria                   | Indicação            | Resultado | Ref.          |
| ---- | ----------------------- | --------------------------- | -------------------- | --------- | ------------- |
| 2012 | Prêmio Porin            | Melhor Álbum Internacional  | 2Cellos              | Venceu    | [ 15 ]        |
| 2012 | Prêmio Porin            | Melhor Canção Internacional | Smooth Criminal      | Venceu    | .             |
| 2013 | Prêmio Porin            | Melhor Álbum Internacional  | In2ition             | Indicado  | [ 17 ]        |
| 2014 | Prêmio Porin            | Melhor DVD Internacional    | Live at Arena Zagreb | Venceu    | [ 18 ] [ 19 ] |
| 2014 | Večernjak's Rose        | Músicos do Ano              |                      | Venceu    | [ 20 ]        |
| 2014 | Japan Gold Disc Award   | Álbum Instrumental do Ano   | In2ition             | Venceu    | [ 21 ]        |
| 2014 | Japan Gold Disc Award   | Música do ano (download)    | Kagemusha            | Venceu    | [ 22 ]        |
| 2015 | MTV Europe Music Awards | Melhor Artista Adriático    |                      | Indicado  | [ 23 ]        |